# Palazzo della Cancelleria
Palazzo della Cancelleria (ki se nanaša na nekdanjo apostolsko pisarno papeža) je renesančna palača v Rimu v Italiji. Stoji med sedanjo ulico Corso Vittorio Emanuele II in Campo de' Fiori v rioneju Parione. Zgradila sta jo v letih 1489–1513 Baccio Pontelli in Antonio da Sangallo starejši  kot palačo za kardinala Raffaela Riaria, kamerlenga Svete rimske cerkve in velja za najstarejšo renesančno palačo v Rimu. Palača je Papeška kancelarija, je eksteritorialna last Svetega sedeža in je označena kot Unescova svetovna dediščina.

## Zgodovina
Cancelleria je bila zgrajena za kardinala Raffaela Riaria, ki je imel mesto kardinala Camerlenga pri svojem močnem stricu, papežu Sikstu IV. Govorice so bile, da so sredstva prišla od dobitkov ene noči pri igrah na srečo.
Leta 1517 je na novo dokončano palačo zasedel papež Leon X., ki je sumil, da je kardinal Riario načrtoval atentat nanj. Palačo je podaril svojemu bratrancu, kardinalu Giuliu de Medici (bodočemu papežu Klemenu VII.). Ker je bil kardinal Giulio podkancler Cerkve, je palača pozneje postala znana kot Palazzo della Cancelleria.
Od leta 1753 je bil podkancler Jakobit, pretendent na prestole Anglije, Škotske, Francije in Irske, Henrik Stuart, kardinal in vojvoda Yoški, Jakobit Henrik IX. Angleški in Irske ter I.  Škotske. Konec 17. stoletja je tu prebivala Kristina Švedska Katoliška, nekdanja švedska kraljica.
V času Rimske republike leta 1849 je tukaj za kratek čas zasedal parlament.
Leta 2015 je bila to rezidenca upokojenega in zdaj že pokojnega kardinala Bernarda Lawa iz Bostona v Združenih državah.

## Arhitektura
Palazzo della Cancelleria je bila prva palača v Rimu, ki je bila postavljena od tal navzgor v novem renesančnem slogu. Njena dolga fasada zajame majhno baziliko San Lorenzo in Damaso, kardinalovo naslovno cerkev, ki je na njeni desni, s palačo, ki se nadaljuje naravnost čeznjo. Vhod v baziliko je na desni strani pročelja. Bazilika iz 5. stoletja (njena notranjost je bila obnovljena) stoji, tako kot med drugim San Clemente al Laterano, na poganskem rimskem mitreju. Izkopavanja pod cortilom od 1988 do 1991 so razkrila temelje velike bazilike San Lorenzo v Damasu iz 4. in 5. stoletja, ki jo je ustanovil papež Damaz I., in ene najpomembnejših zgodnjih rimskih cerkva. Ugotovljeno je bilo tudi pokopališče, ki je bilo v uporabi od 8. stoletja do malo pred izgradnjo palače.
Fasada s svojim ritmom ravnih dvojnih pilastrov med obokanimi okni je po zasnovi florentinska, primerljiva z Rucellaijevo palačo Leona Battiste Albertija. Celoten vzorec zida, izrezan z gladkimi površinami in utori po robovih, je starorimskega izvora. Veliki portal je v 16. stoletju dodal Domenico Fontana po naročilu kardinala Alessandra Farneseja.
Travertin v barvi kosti je bil spolia iz bližnjih starodavnih ruševin Pompejevega gledališča, kajti Rim je bil polje ruševin, zgrajen za več kot milijonsko mesto, v katerem je bilo takrat le 30.000 prebivalcev. 44 egipčanskih granitnih stebrov notranjega dvorišča je iz portikov zgornjih pokritih sedežev gledališča, vendar so bili prvotno vzeti iz gledališča za gradnjo stare bazilike San Lorenzo in Damaso. Bolj verjetno je, da oblika dvorišča izvira iz dvorišča Palazzo Ducale v Urbinu, ker so posamezniki, ki so sodelovali pri zgodnjem načrtovanju palače prišli iz Urbina.
V palači je ogromna stenska poslikava, ki jo je Giorgio Vasari izdelal v pičlih 100 dneh, zato se imenuje Sala dei Cento Giorni. S tem dosežkom se je pohvalil pri Michelangelu, ki je odgovoril Si vede (Vidi se). V palači je malo zasebno gledališče postavil kardinal Pietro Ottoboni, v poznejšem 17. stoletju pa je postalo središče glasbenih predstav v Rimu.